# Удушающий приём

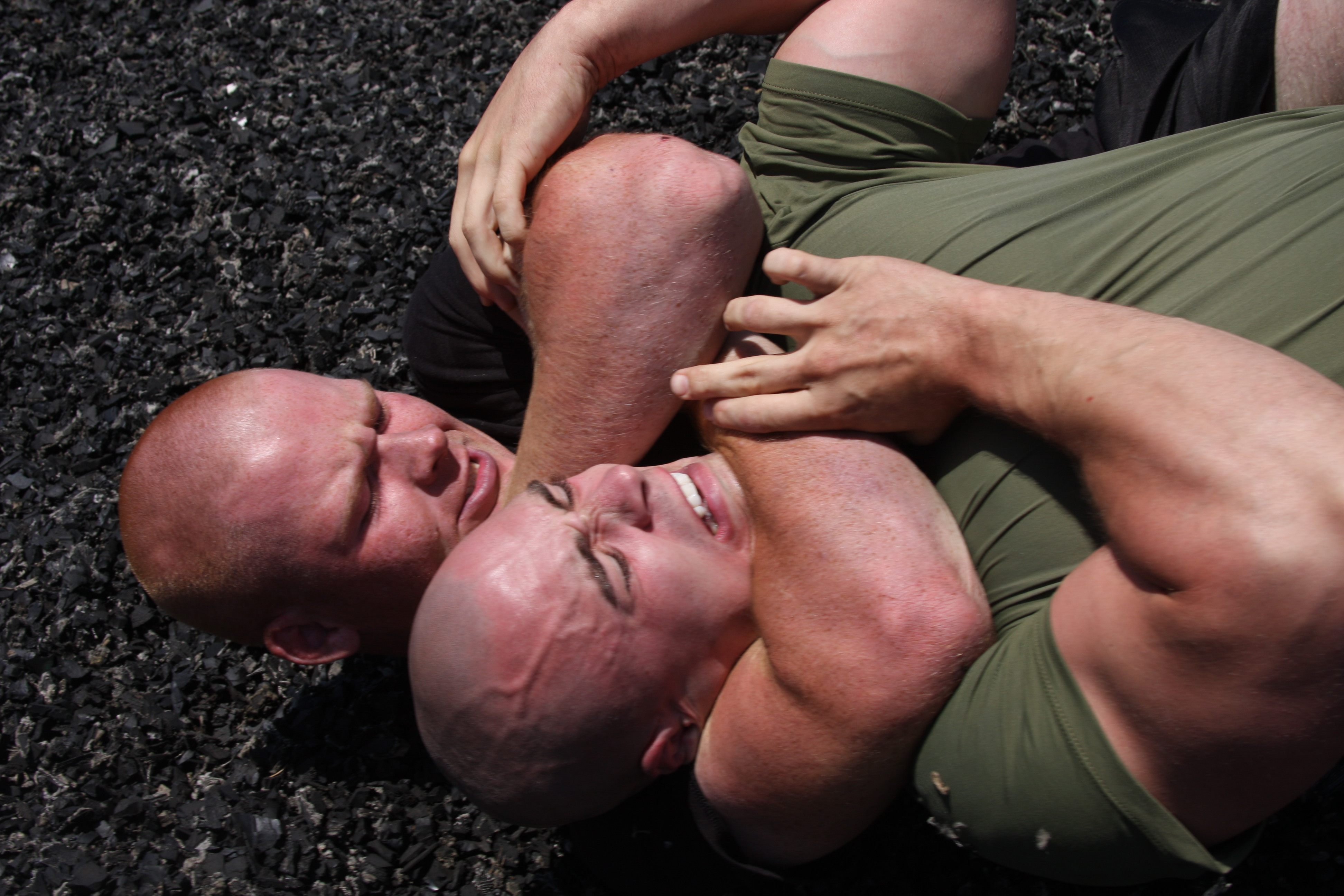
Пример удушающего приёма из положения лёжа на спине

Удушающий приём — общее наименование для захватов, вызывающих снижение кислородного снабжения мозга путём ограничения доступа крови по сонным артериям, сжатия трахеи, грудной клетки или живота; непосредственный механизм действия зависит от избранного приёма. Удушения являются весьма действенным средством нейтрализации противника, так как при успешном выполнении быстро вызывают потерю сознания, а при длительном удержании могут привести и к гибели. Человек скромных габаритов и физических возможностей при должной подготовке способен действенно применять удушения даже против намного превосходящего в силе соперника. Считается, что даже неудавшаяся попытка задушить противника деморализует его, пугает и ломает план боя. Высокая эффективность привела к широкому распространению удушающих приёмов как в боевом применении и самозащите (где удушения применяются с целью устранить нападающего или заставить подчиниться непокорного, отчего английское название болевых и удушающих — submission holds, буквально «подчиняющие захваты»), так и спортивных соревнованиях по ряду видов единоборств (в которых эти приёмы используются, чтобы заставить соперника сдаться и достичь чистой победы). Популярность и развитость техники удушений в различных видах боевых искусств диктуется правилами: к примеру, в соревнованиях по дзюдо технический арсенал и время на борьбу в партере ограничены, и этот стиль ориентирован преимущественно на броски; в спортивном самбо удушения запрещены вообще, а в бразильском джиу-джитсу составляют ключевой раздел техники.

## Классификация удушений

### По механизму формирования гипоксии
Удушения традиционно разделяются на «дыхательные» и «кровяные».
- Механизм воздействия кровяных (сосудистых) удушающих приёмов (в английском языке также называемых «усыпляющими захватами», (англ. sleeper holds) сводится к механическому пережатию конечностями сонных или затылочной артерий или ярёмной вены; отсутствие кровотока по данным сосудам быстро приводит к циркуляторной гипоксии мозга и потере сознания атакуемым уже через несколько секунд. Уязвимость сосудов шеи позволяет применять эти техники без значительного использования физической силы. К этому типу удушений относятся, к примеру, треугольник или «лук и стрелы».

Среди дыхательных удушений, в свою очередь, выделяют два подтипа:
- трахеальные удушения, сущность которых, как следует из названия, заключается в механическом давлении на трахею спереди, что вызывают респираторную гипоксию, в условиях типичной для боя повышенной потребности в кислороде (что позволяет говорить и о перегрузочной гипоксии) также быстро вызывающую потерю сознания. С точки зрения медицины, трахеальные и сосудистые удушающие приёмы приводят к развитию насильственной механической странгуляционной асфиксии[2]. Примером трахеального удушения может послужить гогоплата; примитивные удушения пальцами «а-ля Дарт Вейдер» также основаны на воздействии на трахею.
- удушения воздействием на туловище (в просторечии — диафрагмальные) выполняются путём сжатия грудной клетки или живота противника ногами, давления корпусом сверху или любым иным способом, ограничивающим экскурсию грудной клетки оппонента; невозможность полноценного вдоха приводит к респираторной гипоксии и компрессионной асфиксии. Запрещённый в спортивном дзюдо приём до-дзимэ является типичным представителем этого класса удушений.

### По условиям применения[3]
- Удушения с использованием одежды (англ. gi chokes) — к примеру, удушение воротником или «бейсбольная бита». Как можно догадаться, для применения этих элементов требуется свободная одежда: кимоно, ги или (в случае практического применения) пиджак или пальто; часть одежды натягивается на шею соперника, сдавливая её и вызывая гипоксию. Также сюда можно отнести приёмы, техника выполнения которых значительно отличается в ги и без него («брабо»).
- Удушения без использования одежды (англ. no-gi chokes) — соответственно, могут выполняться без какой-либо одежды вообще (или в ситуации, когда захват за одежду невозможен или бесполезен), соответственно, распространены в грэпплинге и смешанных единоборствах. В основе большинства этих приёмов лежит использование руки или ноги в качестве рычага и давление на неё другой конечностью;
- Удушения с применением посторонних предметов (палки, верёвки и т. п.) — представляют интерес преимущественно в контексте самообороны.

### По воздействующему участку тела[3]
- руками: гильотина, север-юг, анаконда, Эзекиел;
- ногами: треугольник;
- корпусом: фон Флю, «диафрагма».
- комбинированные, сочетающие воздействие разными частями тела: гогоплата.

### По исходному положению
Строго говоря, многие удушающие приёмы эффективны из ряда положений (так, «бейсбольная бита» выполняется из бокового удержания, маунта, колена на животе), однако всё же определённое положение считается для них классическим (в частности, треугольник традиционно считается приёмом, выполняемым из гарда). Этой классификацией можно пользоваться для различия сходных техник (к примеру, «лук и стрелы» из бокового удержания или из-за спины), кроме того, ряд приёмов требует вполне определённого положения (удушение сзади, выполняемое из бэк-маунта).
Пример классификации приёма: «анаконда» — сосудистое удушение руками без кимоно из положения перед противником.

## Вопросы безопасности отработки и применения удушающих приёмов
Правильно выполненный удушающий приём позволяет обезвредить противника, не нанося ему серьёзных травм, таким образом, даже если человек регулярно отрабатывает удушения, он получает куда меньше урона, чем даже от одного нокаута, в том числе практически никаких долгосрочных нежелательных явлений. Проведённое в 1987 году исследование показало, что с момента основания дзюдо в 1882 году не было известно ни одного летального случая вследствие удушений, что объяснялось следующими факторами:
- присутствие опытного инструктора во время тренировок и соревнований;
- возможность сдаться до потери сознания;
- после потери сознание обычно восстанавливается в течение 5-15 секунд;
- грамотная первая помощь предупреждает длительную гипоксию.

Несмотря на это, даже вовремя остановленный удушающий приём приводит к значительным изменениям гомеостаза: нарушению метаболизма мозга вследствие гипоксии, мидриазу, артериальной гипертензии и тахикардии (реже — наоборот: гипотензии и брадикардии) вследствие стимуляции блуждающего нерва, падению ударного объёма сердца (который, впрочем, восстанавливается в среднем через 10 секунд). В биологических жидкостях повышается уровень маркеров стресса, а ЭЭГ при потере сознания вследствие удушения очень схожа с малым эпилептическим припадком. Длительное удержание человека в правильно выполненном удушающем захвате приводит к необратимым изменениям мозга и смерти, причём зачастую даже в тех условиях, когда выполняющий приём не имеет своей целью лишить удушаемого жизни. К примеру, в 2012 году гражданин США погиб вследствие удушающего приёма, играя со своим двоюродным братом во время просмотра рестлинга; в 1981 году против полиции Лос-Анджелеса был подан коллективный иск по поводу 14 случаев смерти гражданских лиц вследствие применения удушающих приёмов офицерами полиции; схожий инцидент с гибелью Эрика Гарнера в 2014 году привёл к значительным волнениям и акциям протеста в США. Кроме того, даже неверно выполненный приём может привести к травме щитовидного хряща, подъязычной кости, трахеи и шейного отдела позвоночника.
Необходимые для безопасного изучения меры предосторожности включают обучение основам анатомии шеи и физиологии удушения, первой помощи при потере сознания, обязательную отработку техники в присутствии квалифицированного тренера. Отработка и применение удушающих приёмов на лицах, страдающих сердечно-сосудистыми и дыхательными заболеваниями, детях и подростках, людях в состоянии опьянения крайне не рекомендуется.